# ديفيد إم. ديكي
ديفيد إم. ديكي هو سياسي كندي، (و. 1829  م). نشط حزبياً في الحزب الليبرالي في نوفا سكوشا ‏. وقد انتخب عضو مجلس نواب نوفا سكوشا ‏.